# 장강군
장강군(長江郡)은 조선민주주의인민공화국 자강도 중북부에 위치하는 군이다.

## 지리
북서쪽으로 만포시, 북쪽으로 자성군, 동쪽으로 화평군·랑림군, 남쪽으로 강계시·성간군, 서쪽으로 시중군과 접한다.
장강군의 지형은 북동쪽으로 강남산맥, 남서쪽으로 적유령산맥이 통과해 바위와 산지가 많다. 최고봉은 북쪽 경계에 있는 금파산(1918m)이다.

## 역사
해방 전에는 평안북도 강계군의 일부였다. 1949년 1월에 남부가 전천군,북부가 만포군으로 분리되고 함경남도 장진군 동문면이 넘어왔다. 12월 강계군 공북면, 종남면, 종서면, 곡하면, 어뢰면,동문면을 장강군으로 개칭하였다. 1952년 12월에 행정 구역 개편으로 종남면, 종서면과 공북면 일부로 재구성되었다(장강읍, 13개리).

## 경제
청량음료와 제약 공장이 있다. 종성강을 따라 쌀이 재배되고 고지에서는 포도 등의 작물이 재배된다. 아연이 채굴된다.

## 교통
군 남동쪽으로 강계선이 통과한다.

## 행정 구역
1읍 3구 10리로 구성된다.
- 장강읍 (長江邑)
- 승방로동자구 (勝芳勞動者區)
- 오일로동자구 (五一勞動者區)
- 랑림로동자구 (狼林勞動者區)
- 종포리 (從浦里)
- 신성리 (新城里)
- 명신리 (明新里)
- 장평리 (長坪里)
- 혁신리 (革新里)
- 무덕리 (武德里)
- 성장리 (成章里)
- 원평리 (院坪里)
- 향하리 (香河里)
- 장항리 (獐項里)

## 같이 보기
- 조선민주주의인민공화국의 지리
- 조선민주주의인민공화국의 행정 구역